# Perignamptus rossi
Perignamptus rossi är en skalbaggsart som beskrevs av Renaud Maurice Adrien Paulian 1978. Perignamptus rossi ingår i släktet Perignamptus och familjen Hybosoridae. Inga underarter finns listade i Catalogue of Life.